# Wee Flowers

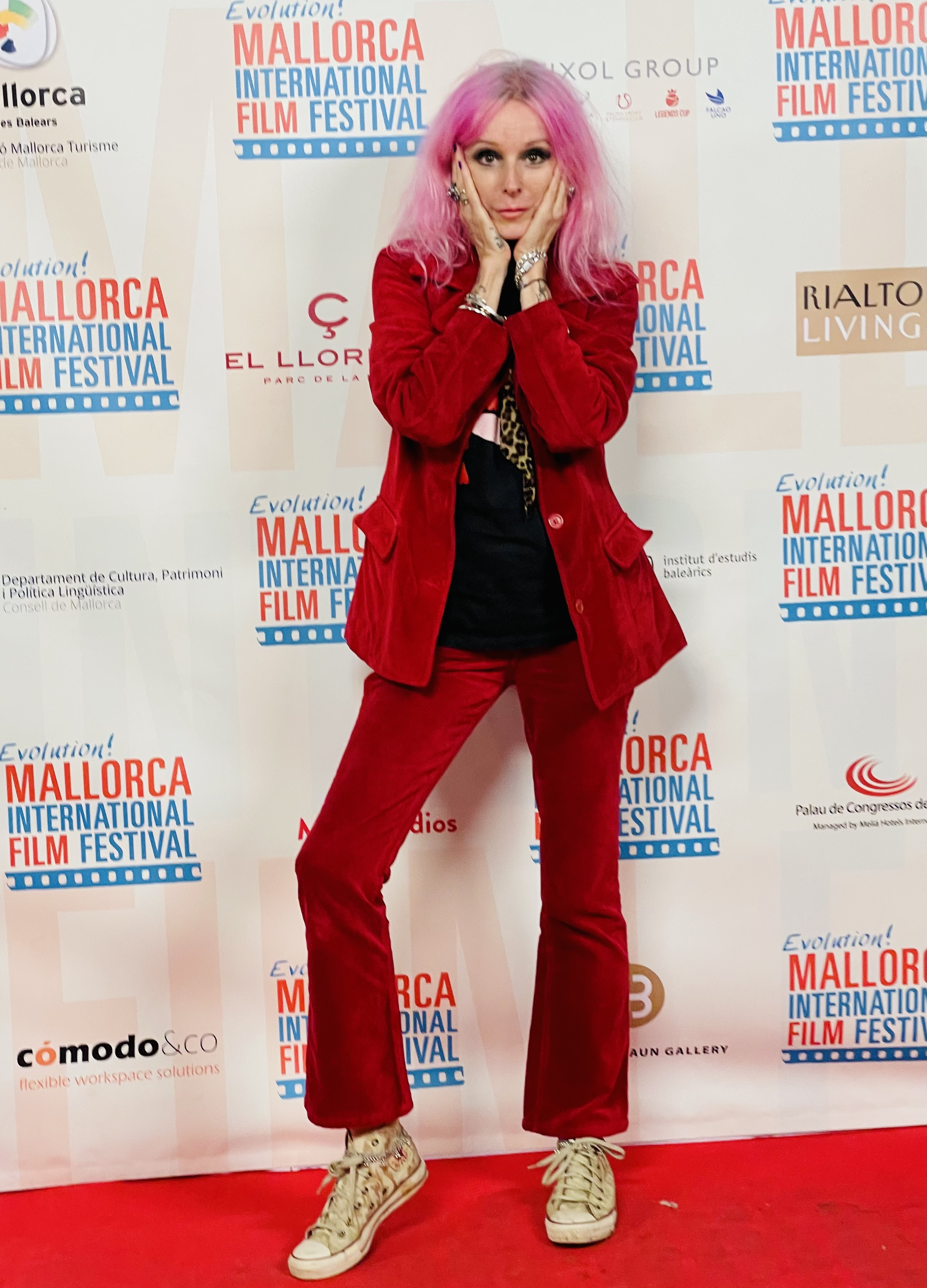
Wee Flowers 2021

Wee Flowers (* 1960 in Oldenburg) ist eine deutsche Pop-Porträt-Malerin, Musikerin und DJ.

## Leben
Fasziniert von den ersten Eindrücken von „Swinging London“ und dem „Summer of Love“ in ihrer Kindheit in den 1960er Jahren, erlebte sie in England bewusst die 1970er Jahre: den Wirbel um David Bowie und die Glitzerwelt des Glam Rock und die kreative Anfangszeit des Punk. Nach dem Studium in München zieht sie die No Wave Musik und Kunst nach West-Berlin.
Seitdem arbeitet Wee Flowers als Malerin und ist zeitweilig Musikerin und Muse bei der Band Rubbermind Revenge. Neben regelmäßigen Ausstellungen veranstaltete sie in den späten 80er Jahren mit ihrer Partnerin Petra Hammerer Konzerte unter dem Namen „Hellraiser Club“ und schrieb und fotografierte für diverse Rock-Magazine. Die Eröffnung ihrer eigenen Galerie „Darling“ – ein Mix aus Boutique für Modetrends aus London und Japan und Underground Galerie und der „Micro Disco“ – in Berlin-Schöneberg erfolgte 1995.
Nach zahlreichen Ausstellungen und Auftritten als DJ zieht es sie kulturell in den Süden. Von 2005 bis 2008 lebte und arbeitete Wee Flowers parallel in Berlin und Palma und kooperiert seit 2009 mit der Galerie Strychnin.
Seit 2018 gehört Wee Flowers zu den Künstlern des Urban Nation Museums in Berlin.

## Künstlerisches Schaffen
Die Ideale der 60er prägen den Wee-Flowers-Stil. Auch die Idole ihrer Kindheit – Twiggy, die Rolling Stones und Bowie – tauchen immer wieder in ihren Werken auf, von denen jedes einen eigenen Soundtrack hat. Seit einigen Jahren entwickeln sich die Gesichtern auch zu ausgeprägten Charakteren, die in einer Familiensaga zusammengefasst werden unter dem Titel The Otterbourne Villa.

## Ausstellungen, Artwork etc.
- Tokyo Love Show, Tokyo
- Walpole Hotel, Margate, GB
- Berliner Mauerstück in Schengen
- Deutsche Guggenheim Museum, Museum-Shop, Berlin (seit 1998)
- Film Art Sat.1 für 51st Berlinale, 12 Porträts (Katja Flint, Heino Ferch, Christoph Waltz …)
- A Tribute to Warhol, department store, Quartier 206, Berlin
- Boudoirs, Beds and Motors, Lush, Berlin
- Sonar, Barcelona
- So What, United Arts Galerie, Stilwerk, Berlin
- Glam-O-Rama, CD-cover for Stereo De Luxe, Bungalow Records
- Wee Flowers goes Denim, Buttenheim (LEVI’S Icon Store), Berlin
- UNICEF – Gala, charity, Deutsche Bank, Berlin
- Popkomm, concert poster design, Köln
- Life Ball (hosted by Jean-Charles de Castelbajac), Rathaus, Wien
- Me, Myself and Eye, Medienzentrum, Hamburg
- Schöne Neue Welt, Loveparade Berlin, gefolgt von einer Benefiz-Auktion in der Staatsgalerie Stuttgart für die Nordhoff/Robbins Stiftung
- Berliner Mauer, live painting am Potsdamer Platz
- Rettung des Tempodrom, Galerie Raab, Berlin
- Bad Girls, Galerie Darling, Berlin
- Berlin Factory/Pop 2000, Postfuhramt, Berlin
- Kunst oder Königin, Arena Berlin
- Pop-Exhibition, eggcommunity, Palma de Mallorca (Spanien)

## Diskografie
- Rubbermind Revenge. LP, Vielklang, 1987
- My Zen. Single, Twang, 1988
- Sandals. Single
- Bars. Single, Enge Lederhosen Productions, 2011
- Drug Queen (LAS LAS). Single, Enge Lederhosen Productions, 2024
- Sobredosis (LAS LAS). Single, Enge Lederhosen Productions, 2024
- I Wanna Get You Back (LAS LAS). Single, Enge Lederhosen Productions, 2024